# Saint-Omer-Capelle
Saint-Omer-Capelle és un municipi francès, situat al departament del Pas de Calais i a la regió dels Alts de França. L'any 1999 tenia 835 habitants.
Es troba al nord del departament del Pas de Calais. Està a prop del departament del Nord i de les ciutats d'Audruicq i Gravelines.
Saint-Omer-Capelle es troba al cantó d'Audruicq, que al seu torn forma part del districte de Saint-Omer.